# Rejectaria prunescens
Rejectaria prunescens är en fjärilsart som beskrevs av W. Warren 1889. Rejectaria prunescens ingår i släktet Rejectaria och familjen nattflyn. Inga underarter finns listade.